# San Stefano Grand Plaza
El San Stefano Grand Plaza (en árabe: سان ستفانو جراند بلازا) es un complejo estructural que incluye un hotel Four Seasons, apartamentos, oficinas, un centro comercial y un puerto deportivo en Alejandría, en el país africano de Egipto.
Consiste en un conjunto de rascacielos construidos en 2007, que se componen de dos edificios idénticos de 116 metros de altura (estimado). Estos son los edificios más altos de la ciudad de Alejandría. Los edificios fueron diseñados por la Agencia Canadiense de Arquitectura WZMH, y la agencia Dar Al Handasah.